# 川端友紀
川端 友紀（かわばた ゆき、1989年5月12日 - ）は、大阪府貝塚市出身の元女子プロ野球選手（内野手）、日本代表選手、野球指導者、元ソフトボール選手（投手）。マネジメント会社は株式会社RIGHTS.。2022年から女子硬式クラブチームの九州ハニーズに所属。
実兄は東京ヤクルトスワローズ所属の川端慎吾で、日本初の「兄妹プロ野球選手」として活躍した。

## 経歴

### プロ入り前
小学3年生で野球を始め、中学時代は「貝塚三クラブ」に入部しソフトボールへ転向。和歌山市立和歌山商業高等学校（現・和歌山市立和歌山高等学校）時代もソフトボール部に所属。高校の同級生には益田直也がいる。卒業後は塩野義製薬に入社。ソフトボール選手時代は主に投手として活躍した。
2009年に日本女子プロ野球機構（GPBL、現JWBL）の第1回合同トライアウトを受験し合格、同年12月のドラフト会議で京都アストドリームスから内野手部門1巡目で指名を受けた。背番号は23。

### アストドリームス時代
2010年、1年目から遊撃手のレギュラーに定着し全試合に出場。リーグトップの打率（.393）を残し首位打者を獲得した。
2011年には、チームの副キャプテンに就任。打率.406で2年連続の首位打者に輝くと同時に、新設されたベストナインに遊撃手部門で選出された。
2012年、シーズンではタイトル争いに絡むことはなかったものの、夏には第5回IBAF女子ワールドカップに出場する日本代表に選出された。同年オフ、リーグの体制改編に伴う球団新設にあたり、新球団であるイースト・アストライアへ移籍することとなった。背番号は引き続き23。

### アストライア時代
2013年、アストライアの主将に就任。打率.431を始め、多くの打撃部門でキャリアハイを更新した。首位打者、最多打点（34打点）、最高出塁率（.537）のタイトルを獲得する活躍でチームを優勝に導き、2度目のベストナイン（遊撃手部門）に加えリーグMVP（角谷賞）を初受賞した。
2014年、リーグ戦ではプロ入り後初めて打率が3割を切るなど調子が上がらなかったものの、第6回IBAF女子ワールドカップに出場する日本代表に2大会連続で選出された。
2015年、リーグ2位の打率.379、出塁率.471を記録。2016年は第7回WBSC女子ワールドカップに出場する日本代表に選出されたこと以外は特別に目立つ活躍は出来なかった。
2017年、二塁手へコンバート。リーグ2位の打率.397、リーグトップの出塁率.509を記録し最高出塁率のタイトルを獲得。その他、二塁手部門では初のベストナインに選出され、前年に新設されたゴールデングラブ賞を二塁手部門で初受賞するなど、3年ぶりのタイトル獲得を果たす活躍で、チームのリーグ年間優勝とジャパンカップ初優勝に貢献した。3月25日の京都フローラ戦（わかさスタジアム京都）ではプロ入り後初本塁打を放った。
2018年、第8回WBSC女子ワールドカップに出場する日本代表に選出。12月29日に現役引退を発表した。

### 現役引退と復帰
2019年1月31日、JWBLはシーズン新体制の発表会見を行い、その中で川端の背番号23をアストライアの永久欠番に制定することを発表した。
2019年3月、エイジェックの女子硬式野球部に選手兼ヘッドコーチとして入部するとともに現役復帰を果たした。「自分には野球しかない」とした上で「女子野球の普及や発展、次代の選手育成に励む」としている。背番号は32。
2021年12月31日をもってエイジェックを退団。翌日2022年1月1日から楢岡美和とともに発足した九州ハニーズへ移籍。背番号は1。
2024年11月1日に現役引退することを球団の公式X（ツィター）で発表した。

## 選手としての特徴
広角に打ち分ける巧みなバッティングを持ち味とするアベレージヒッター。通算432安打はJWBL歴代2位の記録である。同じく左打の巧打者である青木宣親を目標としている。
高い実力に加え、ベストドレッサー賞を受賞（2012年）するほどの容姿端麗さや「ヤクルト川端の妹」といった話題性などによってリーグを黎明期から支え続けた女子プロ野球界屈指のスター選手である。

## 人物・エピソード
プロ野球選手時代に9年間に渡って着用し続けた背番号23は、前述した青木の背番号に因んだものであり、アストライア退団時にはJWBL史上初の永久欠番に制定された。
2018年末に現役引退を表明するも、2019年3月に現役復帰を果たした。復帰を決心したきっかけは兄の慎吾が行う自主トレを見学した際に、慎吾や栃木ゴールデンブレーブスの監督に就任した元読売ジャイアンツの寺内崇幸からかけられた言葉の影響である。

## 詳細情報

### 年度別打撃成績
| 年 度     | 球 団        | 試 合 | 打 席 | 打 数 | 得 点 | 安 打 | 二 塁 打 | 三 塁 打 | 本 塁 打 | 塁 打 | 打 点 | 盗 塁 | 盗 塁 死 | 犠 打 | 犠 飛 | 四 球 | 敬 遠 | 死 球 | 三 振 | 併 殺 打 | 打 率 | 出 塁 率 | 長 打 率 | O P S |
| --------- | ------------ | ----- | ----- | ----- | ----- | ----- | -------- | -------- | -------- | ----- | ----- | ----- | -------- | ----- | ----- | ----- | ----- | ----- | ----- | -------- | ----- | -------- | -------- | ----- |
| 2010      | ドリームス   | 40    | 176   | 150   | 20    | 59    | 11       | 4        | 0        | 78    | 25    | 3     | 2        | 0     | 3     | 20    | -     | 3     | 9     | 3        | .393  | .466     | .520     | .986  |
| 2011      | ドリームス   | 50    | 185   | 155   | 23    | 63    | 9        | 4        | 0        | 80    | 27    | 6     | 2        | 0     | 1     | 26    | -     | 3     | 7     | 3        | .406  | .497     | .516     | 1.013 |
| 2012      | ドリームス   | 39    | 145   | 118   | 24    | 43    | 6        | 1        | 0        | 51    | 16    | 11    | 2        | 0     | 2     | 24    | -     | 0     | 9     | 1        | .364  | .465     | .432     | .897  |
| 2013      | アストライア | 46    | 162   | 130   | 32    | 56    | 10       | 8        | 0        | 82    | 34    | 19    | 4        | 0     | 1     | 24    | -     | 7     | 8     | 1        | .431  | .537     | .631     | 1.168 |
| 2014      | アストライア | 35    | 120   | 102   | 17    | 28    | 4        | 4        | 0        | 40    | 17    | 11    | 5        | 1     | 2     | 14    | -     | 1     | 4     | 1        | .275  | .361     | .392     | .753  |
| 2015      | アストライア | 50    | 173   | 145   | 32    | 55    | 13       | 1        | 0        | 70    | 20    | 19    | 6        | 1     | 1     | 26    | -     | 0     | 7     | 3        | .379  | .471     | .483     | .954  |
| 2016      | アストライア | 36    | 129   | 104   | 15    | 34    | 4        | 6        | 0        | 50    | 21    | 3     | 4        | 0     | 5     | 20    | -     | 0     | 12    | 2        | .327  | .419     | .481     | .900  |
| 2017      | アストライア | 47    | 177   | 141   | 39    | 56    | 8        | 3        | 2        | 76    | 16    | 2     | 1        | 14    | 5     | 28    | -     | 5     | 6     | 3        | .397  | .509     | .539     | 1.048 |
| 2018      | アストライア | 37    | 131   | 112   | 18    | 38    | 7        | 4        | 0        | 53    | 16    | 12    | 2        | 0     | 2     | 16    | -     | 1     | 7     | 1        | .339  | .420     | .473     | .893  |
| JWBL：9年 | JWBL：9年    | 380   | 1398  | 1157  | 220   | 432   | 76       | 35       | 2        | 584   | 192   | 98    | 32       | 4     | 18    | 198   | -     | 20    | 69    | 18       | .373  | .467     | .505     | .972  |

- 2018年度シーズン終了時
- 「-」は記録なし
- 太字はリーグ1位

### 年度別投手成績
| 年 度     | 球 団      | 登 板 | 先 発 | 完 投 | 完 封 | 無 四 球 | 勝 利 | 敗 戦 | セ 丨 ブ | ホ 丨 ル ド | 勝 率 | 打 者 | 投 球 回 | 被 安 打 | 被 本 塁 打 | 与 四 球 | 敬 遠 | 与 死 球 | 奪 三 振 | 暴 投 | ボ 丨 ク | 失 点 | 自 責 点 | 防 御 率 | W H I P |
| --------- | ---------- | ----- | ----- | ----- | ----- | -------- | ----- | ----- | -------- | ----------- | ----- | ----- | -------- | -------- | ----------- | -------- | ----- | -------- | -------- | ----- | -------- | ----- | -------- | -------- | ------- |
| 2010      | ドリームス | 4     | -     | 0     | 0     | 0        | 0     | 0     | 0        | 0           | ----  | 27    | 4.1      | 8        | 0           | 6        | -     | 1        | 2        | 2     | 0        | 7     | 6        | 12.56    | 3.26    |
| JWBL：1年 | JWBL：1年  | 4     | -     | 0     | 0     | 0        | 0     | 0     | 0        | 0           | ----  | 27    | 4.1      | 8        | 0           | 6        | -     | 1        | 2        | 2     | 0        | 7     | 6        | 12.56    | 3.26    |

- 2018年度シーズン終了時
- 「-」は記録なし
- 太字はリーグ1位

### タイトル
- 首位打者：3回（2010年、2011年、2013年）
- 最高出塁率：3回（2011年、2013年、2017年）
- 最多打点：1回（2013年）

### 表彰
- 年間MVP（角谷賞）：1回（2013年）
- ベストナイン：3回（遊撃手部門：2011年、2013年、二塁手部門：2017年）
- ゴールデングラブ賞：1回（二塁手部門：2017年）
- 月間MVP：2回（2015年8月度、2017年3・4月度）

### 記録
- 200安打：2013年7月7日、ティアラカップ奈良大会、対ノース・レイア（佐藤薬品スタジアム）、荒井蛍から左前打[21][22]。
- 300安打：2015年10月2日、対兵庫ディオーネ第22戦（越谷市民球場）、4回裏に里綾実から右二塁打[23][24]。
- 400安打：2018年4月22日、対愛知ディオーネ第3戦（小山市民球場）、6回裏に宮原臣佳から左前打。

### 背番号
- 23 （2010年 - 2018年）
- 32 （2019年 - 2021年）
- 1 （2022年 - ）

## 出演

### テレビ
- クロスゲーム（テレビ東京）

同アニメ内の1コーナー「夢見る青葉!」（2010年3月7日）に登場
- SPORTS X（BS朝日）

コーナー「夢を応援!情熱アスリート」に登場
- 炎の体育会TV（2017年2月4日、TBSテレビ）

野球企画「ぶち抜KING」に参加。この企画には兄・慎吾も出演していたため兄妹で共演となった。
- KUNOICHI2017（2017年2月12日、TBSテレビ）

REDステージをクリアし、BLUEステージに進出も第5エリアのスポンジブリッジでリタイアとなった。